# Ensemble Studios
Ensemble Studios è stata un'azienda statunitense dedita allo sviluppo di videogiochi, fondata nel 1995 da Tony Goodman e liquidata nel 2010.

## Storia
Ensemble Studios fu fondato nel 1995 a Dallas (Texas) da Tony Goodman; due anni più tardi pubblicò il suo primo videogioco, Age of Empires, che diede inizio all'omonima serie di strategici in tempo reale e ad uno spin-off intitolato Age of Mythology.
Nel 2000 lo studio fu acquisito dal gruppo Microsoft, che decise di liquidarlo nel 2010 per motivi fiscali; l'ultimo titolo sviluppato fu Halo Wars.

## Videogiochi
- Age of Empires
- Age of Empires II
- Star Wars Galactic
- Age of Mythology
- Age of Empires III
- Halo Wars